# Edward Fanshawe
Pour les articles homonymes, voir Fanshawe.
Edward Gennys Fanshawe, né le 27 novembre 1814 à Stoke (Plymouth) et mort le 21 octobre 1906 à Kensington (Londres), est un officier de la Royal Navy qui devint Commander-in-Chief, Portsmouth.
Artiste amateur, une grande partie de ses œuvres sont exposées au National Maritime Museum de Londres.

## Biographie
Fils aîné survivant du général Edward Fanshawe et neveu de l'amiral Arthur Fanshawe, il fait ses études à la Royal Naval Academy de Portsmouth, où il arrive deuxième de sa promotion et est félicité pour ses talents artistiques et rédactionnels. Fanshawe rejoint la Royal Navy en 1828. Pendant la crise orientale de 1840, il participe à la prise d'Acre. Il reçoit ensuite le commandement du HMS Cruizer, puis du HMS Daphne.
Il participe à la guerre de Crimée comme capitaine du HMS Cossack. Plus tard, il commande le HMS Hastings, le HMS Centurion puis le HMS Trafalgar. Il souffre de quelques problèmes de santé à partir des années 1850, ce qui réduit son commandement méditerranéen du HMS Centurion.
Il est nommé surintendant du chantier naval de Chatham en 1861, Third Sea Lord en 1865 et surintendant du chantier naval de Malte en 1868. Il devient ensuite commandant en chef de la station nord-américaine en 1870, amiral-président du Royal Naval College de Greenwich en 1875 et Commander-in-Chief, Portsmouth en 1878. Il prend sa retraite en 1879.
À partir du début des années 1850, lui et sa famille vivent à Rutland Gate à Londres. Il a ensuite déménagé au 63 Eaton Square et finalement au 75 Cromwell Road à Kensington, où il est mort en 1906.

## Vie privée
Le mariage de Fanshawe avec Jane Cardwell a lieu au début de 1843 ; elle est la sœur d'Edward Cardwell, un homme politique et, en tant que secrétaire d'État à la Guerre sous William Gladstone dans les années 1860, instigateur des « réformes Cardwell » de l'armée britannique.
Le couple a eu quatre fils et une fille, dont :
- Le lieutenant-colonel Edward Cardwell Fanshawe, des Royal Engineers, qui épousa en 1900 Alice Drew, fille du colonel George Drew[5].
- L'Amiral de la flotte Arthur Dalrymple Fanshawe (en) (1847–1936)[3], dont le fils Guy Dalrymple Fanshawe (en) est également devenu capitaine de la Royal Naval[2].
- Alice Fanshawe[2].